# Campionati internazionali di giochi matematici
I Campionati internazionali di giochi matematici sono delle gare di logica e matematica ricreativa rivolte principalmente agli studenti, organizzate annualmente dalla Fédération Française des Jeux Mathématiques, e, per la fase italiana,  dal centro PRISTEM, che fa parte dell'Università Bocconi di Milano. Essi differiscono dalle Olimpiadi della matematica e da altre competizioni, come i Kangourou della matematica o i Giochi Matematici del Mediterraneo, per l'approccio molto più logico che matematico dei quesiti.

## Organizzazione
I campionati internazionali di giochi matematici sono una serie di gare a sfondo matematico e logico. Si tratta principalmente di quelli che si potrebbero definire "indovinelli" di matematica, spesso posti al concorrente anche in forma abbastanza scherzosa. I quesiti sono generalmente graduati nella difficoltà in base alla classe frequentata. Esistono infatti più categorie, che in linea generale possiamo identificare così:
- CE - fino al 2025 per gli studenti di quarta e quinta elementare (categoria non presente nella fase italiana), dal 2025 per i soli studenti di quarta elementare
- CM - dal 2025, per gli studenti di quinta elementare
- C1 - per gli studenti di prima e seconda media
- C2 - per gli studenti di terza media e prima superiore
- L1 - fino al 2025 per gli studenti di seconda, terza e quarta superiore, dal 2025 in poi per i soli studenti di seconda e terza superiore
- L1 PLUS - dal 2025 per gli studenti di quarta e quinta superiore
- L2 - fino al 2025 per gli studenti di quinta superiore e frequentanti il biennio universitario, dal 2025 in poi per i soli studenti del biennio universitario
- GP - per gli adulti, dal 3º anno di università in poi
- HC - per i professionisti (matematici e campioni internazionali delle altre categorie, fino al 2012 accorpata alla GP nella fase italiana)

Le iscrizioni si effettuano in gennaio e febbraio di ogni anno (parte del ricavato dalle iscrizioni è devoluto ad associazioni ed enti di ricerca); le selezioni si svolgono in cento città italiane un sabato di metà marzo in cui i migliori 10% dei partecipanti passa, e a maggio si trovano alla Bocconi, a Milano, per selezionare i finalisti per la finale mondiale, che si svolge a Parigi alla fine di agosto.
Sono ormai tredici gli italiani che hanno vinto la finalissima parigina: Alessandro Pennazzato (Treviso), Giorgio Dendi (Trieste), Marco Pellegrini (Pisa, 3 volte), Edoardo Valori (Sassari, 3 volte), Giulio Genovese (Ancona), Federico Poloni (Bergamo), Antonino Leonardis (Milano) e Massimo Mongia (Lanciano CH), Simone di Marino (Pescara), Fabio Pruneri (Milano, 2 volte), Giovanni Paolini (Brescia), Matteo Silimbani (Forlì), Massimiliano Foschi (Civitavecchia RM, 5 volte).
Prima della finale, ogni anno a Caldè (VA) si tiene un allenamento per la nazionale italiana nell'ambito di Tutto è Numero, Festival di Giochi e Cultura Matematica (www.tuttoenumero.it), giunto nel 2014 alla ventesima edizione.

## Storia
Questo tipo di giochi matematici nacque in Francia nel 1987 grazie anche e soprattutto alla sponsorizzazione delle riviste Jeux et Stratégie e Science et vie.
In realtà l'origine di giochi di logica e matematica simili a quelli proposti annualmente dalle sfide della Bocconi, si trova in tempi molto antichi, nell'antica Grecia e nell'antico Egitto. Attraversarono i secoli, studiati da menti importanti italiane e non, fra cui possiamo citare, solo per fare qualche esempio, Leonardo Fibonacci, Luca Pacioli, Nicolas Chuquet, Nicolò Tartaglia, Girolamo Cardano, Claude-Gaspard Bachet de Méziriac.
Ad essere un po' considerato il padre dei giochi matematici attuali è comunque Martin Gardner, che nel 1957 cominciò a tenere una rubrica dedicata su Scientific American. La prima rivista interamente dedicata ai giochi uscì però solo nel 1990 e non in Italia.
Con gli anni la loro organizzazione si diffuse in vari paesi: Belgio, Svizzera, Niger, Tunisia, Canada, Polonia, Lussemburgo, Bosnia, Ciad, Giappone, Slovenia, Ucraina, Russia, Algeria. 
In Italia la prima edizione dei campionati si organizzò e si disputò nel 1994, anno in cui cominciò la collaborazione del centro Pristem con la Fédération Française des Jeux Mathématiques. Alla prima edizione parteciparono poco più di 400 concorrenti, tutti milanesi.
Nell'edizione del 2013, la 24ª, hanno invece gareggiato circa 45 000 concorrenti, in oltre novanta sedi distribuite sul territorio nazionale.

## Albo d'oro

### Vincitori della fase italiana
| Anno | C1                                                  | C2                                     | L1                                         | L2                                      | GP                                             | HC                     |
| ---- | --------------------------------------------------- | -------------------------------------- | ------------------------------------------ | --------------------------------------- | ---------------------------------------------- | ---------------------- |
| 1994 |                                                     |                                        |                                            |                                         | Aurelia Rossi                                  | *                      |
| 1995 |                                                     |                                        |                                            |                                         | Alessandro Pennazzato                          | *                      |
| 1996 |                                                     |                                        |                                            |                                         |                                                | *                      |
| 1997 | Enrico Panero                                       |                                        |                                            |                                         |                                                | *                      |
| 1998 |                                                     |                                        |                                            | Paolo Cognetti                          | David Barbato                                  | *                      |
| 1999 |                                                     |                                        |                                            |                                         | David Barbato                                  | *                      |
| 2000 |                                                     |                                        | Alessio Palmero Aprosio                    |                                         | David Barbato                                  | *                      |
| 2001 | Angelo Pepicelli                                    |                                        |                                            | Damiano Salvi                           | Giorgio Corini                                 | *                      |
| 2002 | Mirko Busonero                                      | Vasco Calzia                           | Alessandro Merci                           | Giulio Genovese                         | Alberto Menoncin                               | *                      |
| 2003 | Federico Stra                                       | Andrea Conti                           | Gabriele Negro                             | Lucio Calcagnile                        | Davide Vittone                                 | *                      |
| 2004 | Fabio Stradelli                                     | Alessandra Bordin                      | Luca Barbieri                              | Federico Poloni                         | Damiano Fulghesu                               | *                      |
| 2005 | Francesco Pini                                      | Daniele Marangotto                     | Stefano Bolzonella                         | Antonino Leonardis                      | Filippo Santambrogio                           | *                      |
| 2006 | Pietro De Simoni                                    | Giuseppe Mastrosimone                  | Andrea Conti                               | Andrea Alunni-Macerini                  | Francesco Morandin                             | *                      |
| 2007 | Valerio Lomanto                                     | Jacopo Garlasco                        | Andrea Caleo                               | Nicola Falomi                           | Antonino Leonardis                             | *                      |
| 2008 | Jacopo Sartori                                      | Gianluigi Manzo                        | Francesco Presel                           | Federico Lo Bianco                      | Marco Pellegrini                               | *                      |
| 2009 | Alessandro Raccampo                                 | Giuseppe Catalano                      | Giovanni Paolini                           | Giacomo Del Nin                         | Marco Pellegrini                               | *                      |
| 2010 | Luca Sozzi                                          | Giovanni Compagnoni                    | Giovanni Barbarino                         | Federico Lo Bianco                      | Massimo Mongia                                 | *                      |
| 2011 | Nicolò Fabris                                       | Lorenzo M. Soricetti                   | Giuseppe Re                                | Fabio Bioletto                          | Marco Pellegrini                               | *                      |
| 2012 | Andrea Ghilardi                                     | Jacopo Guoyi Chen                      | Giuseppe Re                                | Giovanni Paolini                        | Fabio Lilliu                                   | *                      |
| 2013 | Lorenzo Pierro                                      | Francesco Verciani                     | Andrea Nari                                | Mattia Calvello                         | Nicola Fiori                                   | Marco Broglia          |
| 2014 | Celeste Elisa Mastri                                | Gabriele Pierini                       | Andrea Nari                                | Giovanni Cirillo                        | Giovanni Luca Mancuso                          | Jacopo Garlasco        |
| 2015 | Adeo Felice                                         | Lorenzo Pierro                         | Jacopo Guoyi Chen                          | Simone Bombari                          | Daniele Tagliaferro                            | Amedeo Sgueglia        |
| 2016 | Massimiliano Foschi                                 | Luca Stucchi                           | Amer Delilbasic                            | Alessandro Fiorindo                     | Luca Chiariello                                | Marco Broglia          |
| 2017 | Jacopo Francesco Cassella                           | Valerio Stancanelli                    | Edoardo Bertoletti                         | Giacomo Hermes Ferraro                  | Giacomo Bertolucci                             | Silvano Monastero      |
| 2018 | Matteo Passacantilli                                | Massimiliano Foschi                    | Giovanni Antonio Lucarelli                 | Mattia Maculan                          | Alberto Saracco                                | Jacopo Guoyi Chen      |
| 2019 | Camilla Guerzoni                                    | Leonardo Angelini                      | Joe Mattia Venturelli                      | Francesco Rusin                         | Domenico Mancuso                               | Alessandro Fiorindo    |
| 2020 | gare annullate per pandemia                         |                                        |                                            |                                         |                                                |                        |
| 2021 | Lucia Breillet (presenza) Riccardo Radatti (online) | Jacopo Bigolin (p) Niccolò Baronti (o) | Massimiliano Foschi (p) Matteo Damiano (o) | Matteo Poletto (p) Federico Tiberga (o) | Simone Pellizzola (p) Giuseppe Mazzuoccolo (o) | Giacomo Bertolucci     |
| 2022 | Leonardo Riva                                       | Nicola Dindo                           | Salvatore Meola                            | Leonardo Franchi                        | Armando Longobardi                             | Giacomo Hermes Ferraro |
| 2023 | Andrea Edoardo Barbieri                             | Francesco Aimeri                       | Davide Averoldi                            | Michele Ghilardi                        | Francesco Morandin                             | Massimiliano Foschi    |
| 2024 | Matteo Giupponi                                     | Christian Maria Cartone                | Andrea Bernacchi                           | Simone Foti                             | Federico Munini                                | Massimiliano Foschi    |
| 2025 |                                                     | Simone Bettelli                        |                                            | Elia Bergamin                           |                                                | Matteo Silimbani       |

### Vincitori della fase svizzera[8][9][10][11]
| Anno | CE                  | CM                 | C1                 | C2                  | L1               | L2               | GP                    | HC                |
| ---- | ------------------- | ------------------ | ------------------ | ------------------- | ---------------- | ---------------- | --------------------- | ----------------- |
| 2015 | Elodie Allimann     | Adrian Gomez-Ortiz | Florian Gerster    | Bastien Jolidon     | Manuel Wiedmer   | Sébastien Gaspoz | Cristian Rossel       | Yvan Perroud      |
| 2016 | Julian Eichenberger | Thomas Bingham     | Micha Schmid       | Sylvain Lovis       | Simon GIlgien    | Quentin Wenger   | Cristoph Emery        | Jean-Claude Favre |
| 2017 | Joachim Gautier     | Jérémie Vuigner    | Thomas Bingham     | Philipp Junghans    | Pablo Stebler    | Quentin Wenger   | Eugenio Alba          | Petr Mitrichev    |
| 2018 | Henri Rimmer        | Mirco Lepori       | Remo Nussbaum      | Yoan Cangemi        | Mathieu Zufferey | Simon Gilgien    | Lucien Gardiol        | Nicolas Bartholdi |
| 2019 | Noé Robert          | Sébastien Pèrez    | Emil Carrier       | Elia Nicolet        | Léo Carron       | Guillaume Favre  | Quentin Wenger        | Benjamin Favre    |
| 2022 | Laura Dubel         | TImèo Nonorgue     | Anastasiia Galeeva | Jovian Tano Soejono | Benoît Jungo     | Sylvain Lovis    | Samuel Maurer         | Brice Maurin      |
| 2023 | Joseph Kocian       | Aleks Vardumyan    | Arthur Pfammatter  | Jovian Soejono      | Jules Kiel       | Léo Carron       | Cédric Blaser         | Petr Mitrichev    |
| 2024 | David Leiser        | Anaïs Boix Dubief  | Luca Botan         | Juliette Rouge      | Benoît Jungo     | Ivan Pouly       | Etienne Eggenschwiler | Petr Mitrichev    |

### Vincitori della fase canadese[12]
| Anno | C1                                                | C2                                    | L1                            | L2                    | GP                 | HC                                |
| ---- | ------------------------------------------------- | ------------------------------------- | ----------------------------- | --------------------- | ------------------ | --------------------------------- |
| 2009 | Keven Linteau-Gosselin                            | Abdelhakim Khellaf                    | Marie-Claire Lebel            | Claude Noël           | Martin Lefebvre    | Benoît Pouliot                    |
| 2010 | Michaël Fortin Adlene Khellaf Volen Mihaylov      | Abdelhakim Khellaf Andrei Zlotchevski | Pierre-Olivier Bussières      | Marie-Claire Lebel    | Sylvain Filion     | Martin Gauthier Jean-Claude Hamel |
| 2011 | Julien Lefebvre                                   | Kexin Yu                              | Andrei Zlotchevski            | Marie-Claire Lebel    | Constantin Eftenie | Martin Gauthier                   |
| 2012 | Anne-Marie Perras                                 | Xue Yao Fang                          | Ling Yu Meng                  | Marie-Claire Lebel    | Karim Fawaz        | Jean-Claude Hamel                 |
| 2013 | 4 vincitori                                       | Samuel Vigneault                      | Andrei Zlotchevski            | Patrick Boulanger     | Sylvain Filion     | Benoît Pouliot                    |
| 2014 | Louis-Simon Rocheleau Artem Kopikov Teng Yi Huang | Félix-Antoine Amyot                   | Maxence Frenette              | Bo Yang Zhao          | Jude Deschamps     | Jean-Claude Hamel                 |
| 2015 | William James Doherty                             | Justin Hogue                          | Alexandra Jacobson            | Olivier Couillard     | Sylvain Filion     | Yves Painchaud                    |
| 2016 | 15 vincitori                                      | Christopher Zhang                     | Guillaume Soulard             | Samuel Desrochers     | Camile Malard      | Martin Gauthier                   |
| 2017 | Juliette Demers Kamila Jelinek                    | Mathieu Brulotte Jerry Ran            | Léo Guérin-Morneau            | Joshua Cayetano-Emond | Vincent Béron      | Mireille Allard                   |
| 2018 | Sohon Ye                                          | Eugenia Carcea                        | Qiu Shi Wang                  | Léo Guérin-Morneau    | Marie-Claire Lebel | Arnaud Jeaugey                    |
| 2019 | 11 vincitori                                      | Laura Higgins-Smith                   | Shuzhao Feng Benjamin Lacasse | Simon Veilleux        | Marie-Claire Lebel | Mireille Allard                   |
| 2020 | gare annullate per pandemia                       |                                       |                               |                       |                    |                                   |
| 2021 | gare annullate per pandemia                       |                                       |                               |                       |                    |                                   |
| 2022 | Chen Chen William Jolicoeur David Luo             | Holly Wei                             | David Gavrus                  | Simon Veilleux        | Marie-Claire Lebel | Thomas Awad                       |

### Vincitori internazionali[14][15][16][17]
| Anno        | CE                   | CM                 | C1                  | C2                  | L1                   | L2                  | GP                    | HC                  |
| ----------- | -------------------- | ------------------ | ------------------- | ------------------- | -------------------- | ------------------- | --------------------- | ------------------- |
| 1992        |                      |                    |                     |                     |                      |                     |                       | Antoine Leclerc     |
| 1993        |                      |                    |                     |                     |                      |                     |                       |                     |
| 1994        |                      | Sławomir Sękalski  | Tomasz Czajka       |                     |                      |                     |                       |                     |
| 1995        |                      | Irmina Grotowska   |                     |                     |                      |                     | Alessandro Pennazzato |                     |
| 1996        |                      |                    | Wojciech Czerwiński |                     |                      |                     |                       |                     |
| 1997        |                      |                    |                     | Dominik Wojtczak    |                      |                     |                       |                     |
| 1998        |                      |                    |                     | Pierre Joris        |                      |                     |                       | Michał Rams         |
| 1999        |                      | Jacek Mika         |                     | Alexandre Boritchev |                      |                     | Hubert Descans        |                     |
| 2000        |                      | Łukasz Mazurek     |                     |                     | Pierre Nolin         |                     | Giorgio Dendi         | François Martin     |
| 2001        |                      | Daria Kilińska     | Mateusz Goryca      |                     |                      | Edoardo Valori      | Marco Pellegrini      |                     |
| 2002        | Aleksander Pacion    | Julien Cheseaux    | Stefan Wager        | Mehdi Hassayoune    | Emmanuel Jacob       | Giulio Genovese     | Jean-Luc Durand       | Eric Laermans       |
| 2003        | Lonie Sebach         | Tomasz Sodzawiczny | Tomasz Dobrzycki    | Michal Pilipczuk    | Marc Morin           | Pol Morin           | Camille Delay         | Francois Glineur    |
| 2004        | Radosław Serafin     |                    | Michał Arndt        |                     | Federico Poloni      | Artur Hibner        | André Stef            |                     |
| 2005        | Alain Rossier        |                    |                     | Aleksander Kubica   |                      | Antonino Leonardis  | Hubert Descans        | Philippe Niederkorn |
| 2006        | Beniamin Stecuła     | André Zlotchevski  | Tomasz Skalski      | Patryk Drobiński    | Radosław Burny       | Bruno Le Floch      | Laurent Bauer         | Philippe Niederkorn |
| 2007        | Maciej Bartczak      | Beniamin Stecuła   | Joel Amstutz        | Maciej Dulęba       | Guillaume Brunerie   | Przemysław Uznański | Serge Leclerq         | Nicolas Franco      |
| 2008        |                      |                    | Beniamin Stecuła    | Maciej Dulęba       |                      |                     | Edoardo Valori        |                     |
| 2009        | Daniel Murawski      |                    | Adam Nałęcz-Jawecki | Maciej Dulęba       | Daniel Malinowski    | Marcin Dublański    | Hubert Descans        | Claude Desset       |
| 2010        | Agnieszka Witkowska  | Manuel Wiedmer     | Guillaume Wauters   | Benjamin Favre      | Mateusz Rapicki      | Gabriel Listowski   | Massimo Mongia        | Marco Pellegrini    |
| 2011        | Piotr Kępczynski     | Maria Horodecka    | Felix Breton        | Grzegorz Adamski    | Kamil Dębowski       | Łukasz Kalinowski   | Simone Di Marino      | Edoardo Valori      |
| 2012        | Mieszko Baszczak     | Konstantin Elenik  | Fabio Pruneri       | Beniamin Stecuła    | Maciej Dulęba        | Giovanni Paolini    | Rodolfo Niborski      | Fabien Viger        |
| 2013        | Mykyta Polyakov      | Konrad Czarnecki   | Radosław Girul      | Félix Breton        | Łukasz Bożyk         | Łukasz Kalinowski   | Marcin Ornat          | Philippe Niederkorn |
| 2014        | Antoni Buraczewski   | Marek Zbysiński    | Yassine Marrakchi   | Szymon Stolarczyk   | Łukasz Bożyk         | Łukasz Kalinowski   | Matteo Silimbani      | Chia-Tche Chang     |
| 2015        | Olga Palikowska      | Antoni Buraczewski | Konrad Czarnecki    | Maciej Maruszczak   | Félix Breton         | Grzegorz Adamski    | Frédéric Ouradou      | Sylwester Błaszczuk |
| 2016        | Paulina Żeleźnik     | Samuel Poivre      | Massimiliano Foschi | Radosław Girul      | Félix Breton         | Łukasz Bożyk        | Cédric Blaser         | Marco Pellegrini    |
| 2017        | Kyrylo Gontar        | Inès Soua          | Jonah Osterwalder   | Massimiliano Foschi | Fabio Pruneri        | Félix Breton        | Mirosław Zajdel       | Petr Mitrichev      |
| 2018        | Tristan Décombaz     | Mirco Lepori       | Anatole Bouton      | Stefano Andreatti   | Krzysztof Olejniczak | Łukasz Kalinowski   | Gabriel Listowski     | Jacopo Guoyi Chen   |
| 2019        | Vincent von Planta   | Marcin Laskowski   | Antole Bouton       | Maciej Ignaciuk     | Massimiliano Foschi  | Beniamin Stecuła    | Michal Borny          | Chia-Tche Chang     |
| 2020 - 2021 | sospesa per pandemia |                    |                     |                     |                      |                     |                       |                     |
| 2022        | Karol Kulczycki      | Lucien Delacrétaz  | Kizuna Tanaka       | Miłosz Płatek       | Maciej Ignaciuk      | Sylvain Lovis       | Gabriel Listowski     | Matthieu Piquerez   |
| 2023        | Silvan Riedo         | Luca Botan         | Philipp Dnepro      | Jan Micyk           | Maciej Ignaciuk      | Konrad Czarnecki    | Dominik Bezkosty      | Petr Mitrichev      |
| 2024        | Adam Penszyński      | David Badashvili   | Océan Cao           | Iyed Saidana        | Norbert Dabrowski    | Félix Landreau      | Francesco Morandin    | Massimiliano Foschi |

## Giochi d'autunno
I giochi d'autunno sono dei giochi organizzati annualmente dalla Bocconi per le scuole italiane, principalmente rivolti alle scuole medie e superiori, ma possono partecipare anche gli alunni frequentanti le ultime due classi nelle scuole elementari che aderiscono all'iniziativa.
Sono una gara autonoma, che viene però usata come allenamento per il campionato internazionale.
Si svolgono nelle varie scuole nel periodo di novembre e poi le risposte vengono inviate al centro di Milano che le corregge e fornisce ad ogni istituto i nominativi dei primi tre classificati per ogni categoria.
Le categorie sono:
- CE - per gli studenti di quarta e quinta elementare
- C1 - per gli studenti di prima e seconda media
- C2 - per gli studenti di terza media e prima superiore
- L1 - per gli studenti di seconda, terza e quarta superiore
- L2 - per gli studenti di quinta superiore

Ogni studente ha a disposizione 120 minuti (90 minuti categoria CE e C1) per completare individualmente i problemi proposti, senza l'ausilio di calcolatrici, tavole matematiche, appunti o altro. La comprensione del testo degli esercizi è parte integrante della prova, motivo per cui non è consentito chiedere alcun tipo di aiuto agli insegnanti. 
Ogni problema ha un suo punteggio che viene ottenuto risolvendo correttamente e completamente l'esercizio. A parità di esercizi svolti correttamente viene considerato il punteggio, il tempo impiegato ed infine l'età (vince il più giovane).

## Albo d'oro - Gara a squadre
- 2003: Liceo Scientifico Avogadro - Roma
- 2004: Liceo Scientifico Redi - Arezzo
- 2005: Istituto superiore Gandhi - Narni Scalo (TR)
- 2006: Liceo Scientifico Marinelli - Udine
- 2007: IIS Vallauri - Fossano (CN)
- 2008: Liceo Scientifico Copernico - Brescia
- 2009: Liceo Scientifico Marinelli - Udine
- 2010: 7 squadre prime a pari merito a causa di problemi tecnici
  - Liceo Scientifico Marinelli - Udine
  - Liceo Scientifico Oberdan - Trieste
  - Liceo Scientifico Copernico - Udine
  - IIS Einaudi - Alba (CN)
  - IIS Gandhi - Narni Scalo (TR)
  - IIS Lucrezio - Cittadella (PD)
  - IISS Croce - Roma
- 2011: Liceo Scientifico Marinelli - Udine
- 2012: Liceo Scientifico Copernico - Brescia
- 2013: Liceo Scientifico Tron - Schio (VI)[22]
- 2014: Liceo Scientifico Copernico - Brescia
- 2015: Liceo Scientifico Copernico - Udine
- 2016: Liceo Scientifico Copernico - Brescia[23]
- 2017: Liceo Scientifico Leonardo - Brescia
- 2018: IIS Racchetti-Da Vinci - Crema (CR)
- 2019: Liceo Scientifico Redi - Arezzo
- 2022: ex aequo
  - Liceo Leonardo - Brescia
  - Liceo Marconi - Parma